# Созиген (лунный кратер)
Кратер Созиген (лат. Sosigenes) — небольшой ударный кратер в западной части Моря Спокойствия на видимой стороне Луны. Название присвоено в честь александрийского ученого, астронома Созигена Александрийского (I в. до н. э.) и утверждено Международным астрономическим союзом в 1935 г.

## Описание кратера

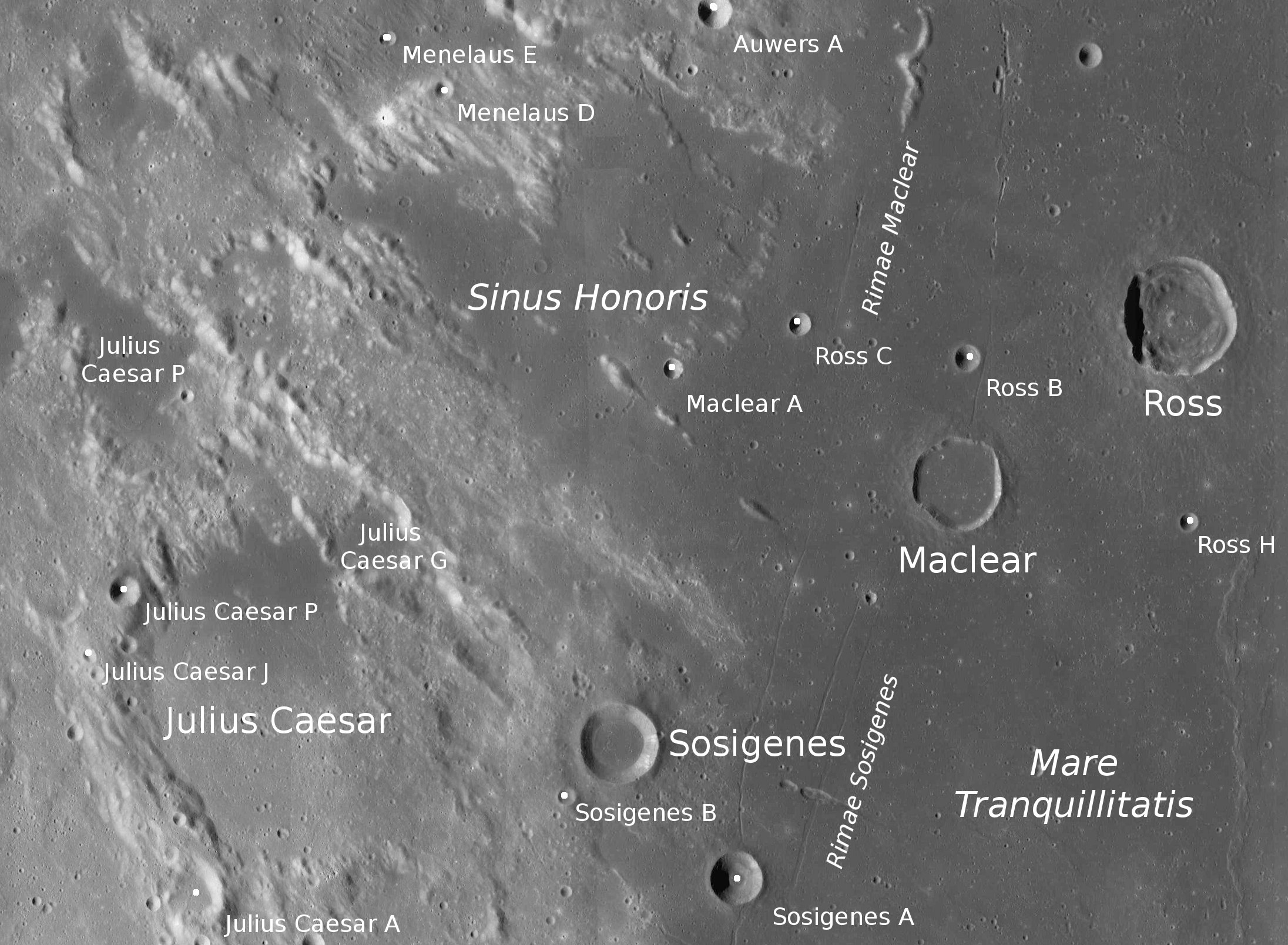
Окрестности кратера Созиген. Снимок зонда Lunar Reconnaissance Orbiter.

Ближайшими соседями кратера Созиген являются кратер Юлий Цезарь на западе; кратер Маклир на северо-востоке; кратер Араго на юго-востоке и кратер Аридей на юге. На севере от кратера расположен Залив Славы и, далее на север, Гемские горы; на востоке находятся борозды Созигена. Селенографические координаты центра кратера 8°42′ с. ш. 17°36′ в. д. / 8,7° с. ш. 17,6° в. д., диаметр 17,0 км, глубина 1500 м.
Кратер Созиген имеет циркулярную форму и практически не разрушен. Вал с четко очерченной кромкой и гладким внутренним склоном с высоким альбедо. Дно чаши плоское, затоплено и выровнено лавой, без приметных структур.
Кратер по своим морфологическим признакам является эталонным, схожие кратеры относят к типу SOS (по названию данного кратера).

## Сателлитные кратеры

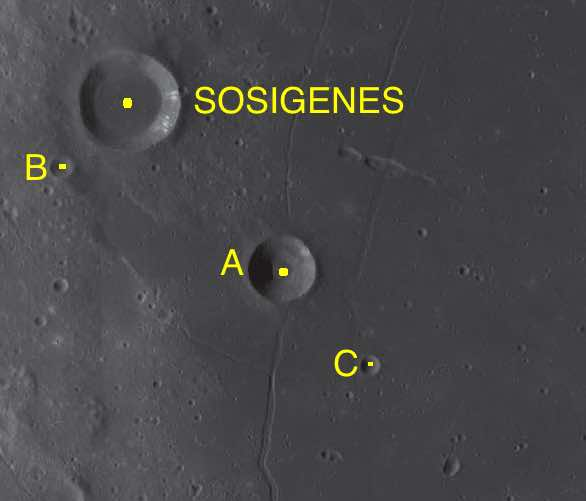
Фрагмент карты LAC-60.

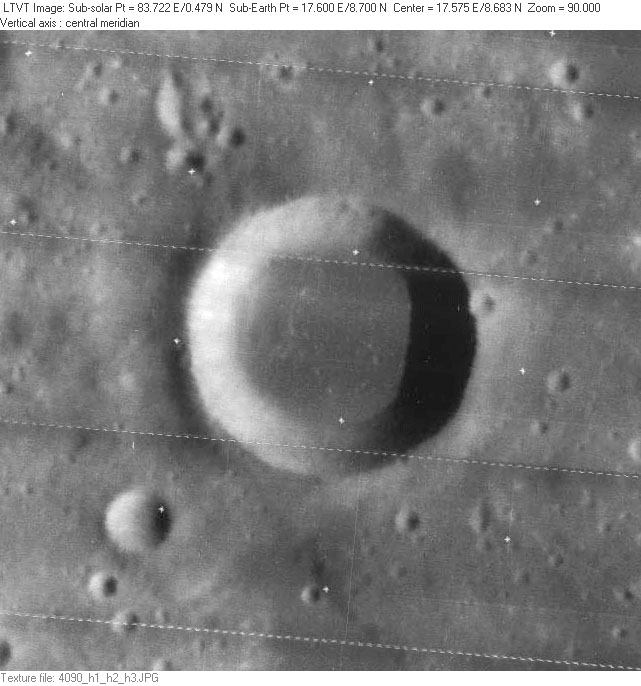
Снимок кратера Созиген с борта зонда Lunar Orbiter — IV.

| Созиген | Координаты                                          | Диаметр, км |
| ------- | --------------------------------------------------- | ----------- |
| A       | 7°46′ с. ш. 18°28′ в. д. / 7,76° с. ш. 18,47° в. д. | 11,3        |
| B       | 8°20′ с. ш. 17°13′ в. д. / 8,33° с. ш. 17,21° в. д. | 3,7         |
| C       | 7°13′ с. ш. 18°58′ в. д. / 7,22° с. ш. 18,97° в. д. | 3,3         |